# 湯瑪斯·馬科夫斯基 (製圖師)

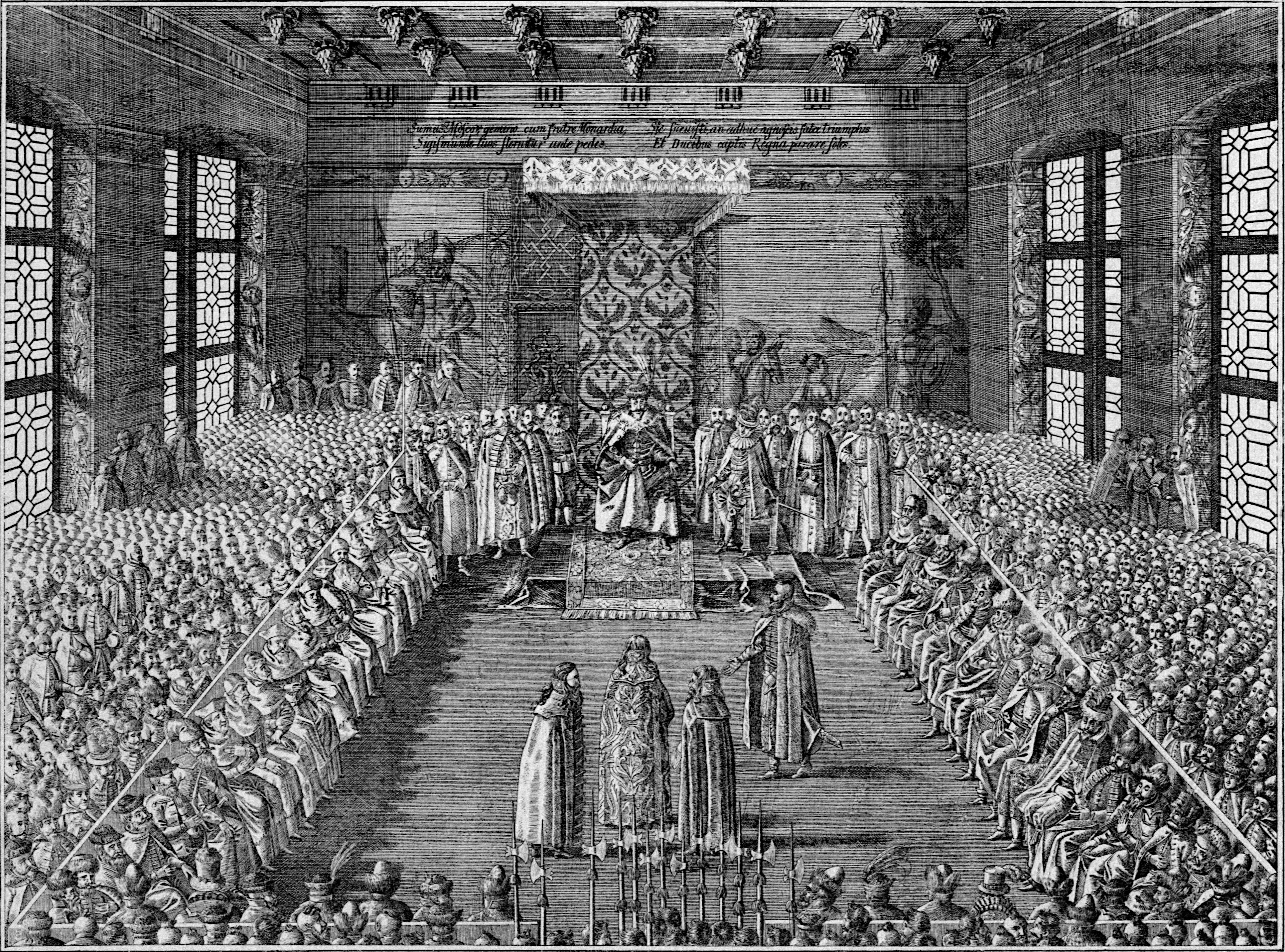
湯瑪斯根據Tomasz Dolabella已丟失畫作，所作的“1611年10月29日，沙皇瓦西里四世和他兄弟們，在華沙皇城的舊瑟姆議事堂，齊格蒙特三世御前”

湯瑪斯·馬科夫斯基 （ 1575年左右出生， 1630 年左右在克拉科夫離世）- 波蘭立陶宛聯邦的雕刻師和制图师。他在長期是一直活躍於維爾紐斯省的宮廷，是以涅斯維日和維爾紐斯的“孤儿”米科瓦伊·拉齐维乌（Mikołaja Radziwiłła „Sierotki”）之名號代言服務。
從1595年起，他參與了比例尺為1 : 1 300 000的立陶宛大公國地圖（即“拉齊維烏地圖”Radziwiłł map或馬科夫斯基的地圖）的繪製工作。馬科夫斯基是準備地圖工作團隊的主要工程師。地圖首版於1603年在格但斯克出版，但整個印行的成果未有流傳下來。到了1613年， 威廉·布劳的印刷廠在阿姆斯特丹出版了由荷蘭制圖師和雕刻家Hessel Gerritz根據馬科夫斯基的圖紙、重製而且最著名的“拉玆維烏地圖”版本：此版本的副本，被保存在烏普薩拉大學圖書館和魏瑪的安娜·阿瑪利亞公爵夫人圖書館（Herzogin Anna Amalia Bibliothek）。
1601年在布拉涅沃出版了（代言）米科瓦伊·拉齐维乌王公的「耶路撒冷朝聖」Hierosolymitana peregrinatio相關版畫。 1620 年，論文Hippic 在波兹南出版，這份文章介紹了有馬科夫斯基配製版畫、Krzysztof Dorohostajski所作關於馬匹的書籍。
以下是其手筆：

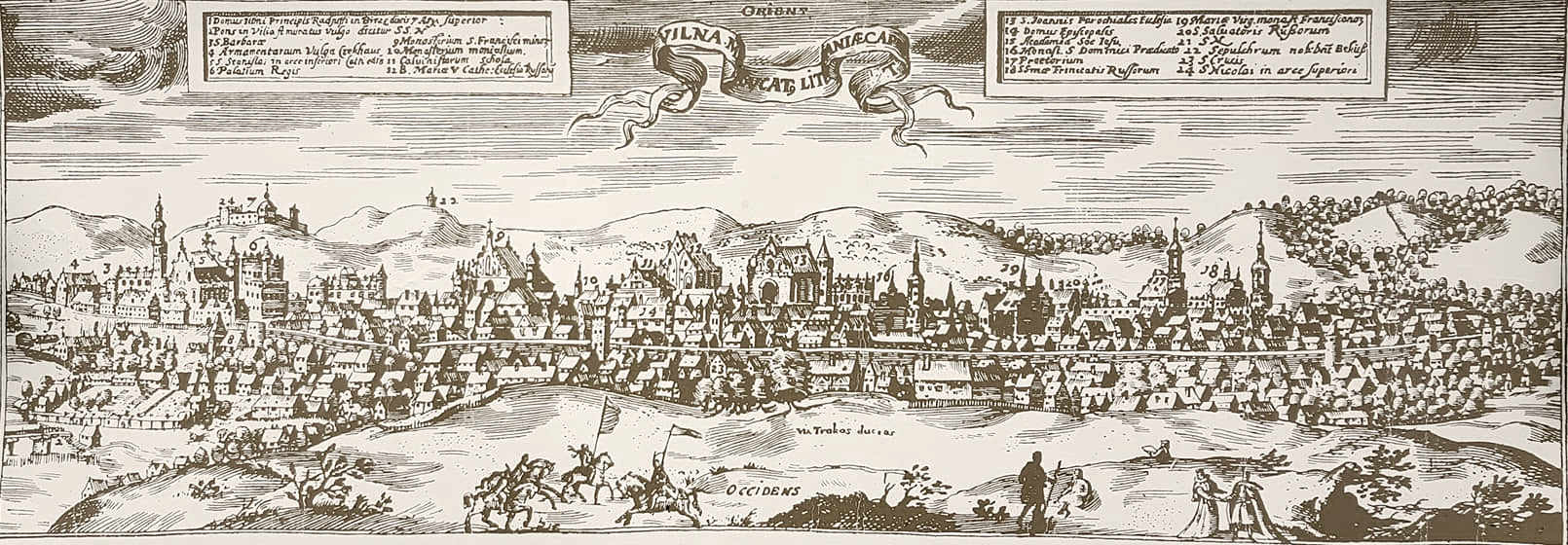
1600年左右的維爾紐斯。
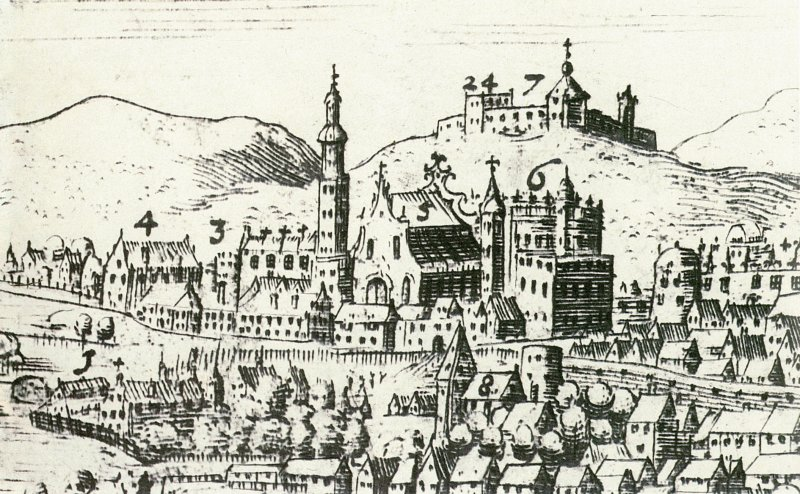
1600年左右的維爾紐斯城堡。
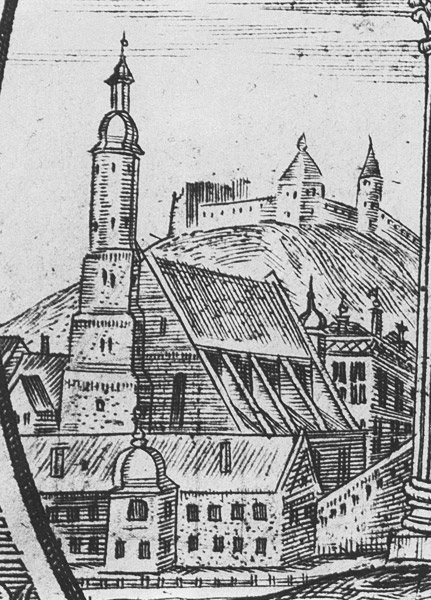
1604年左右的維爾紐斯大教堂。
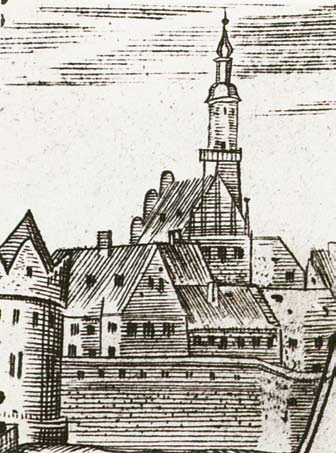
1604年左右的維爾紐斯市政廳。
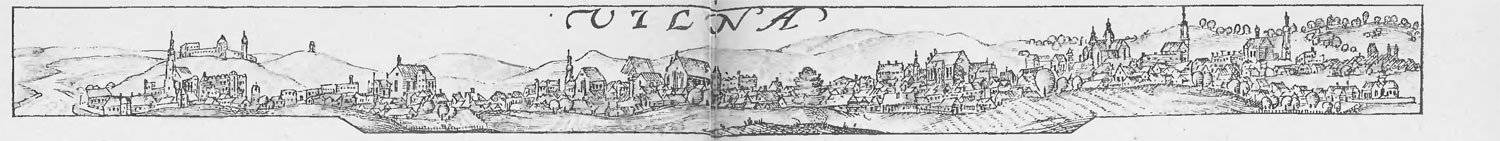
1604年左右的維爾紐斯。
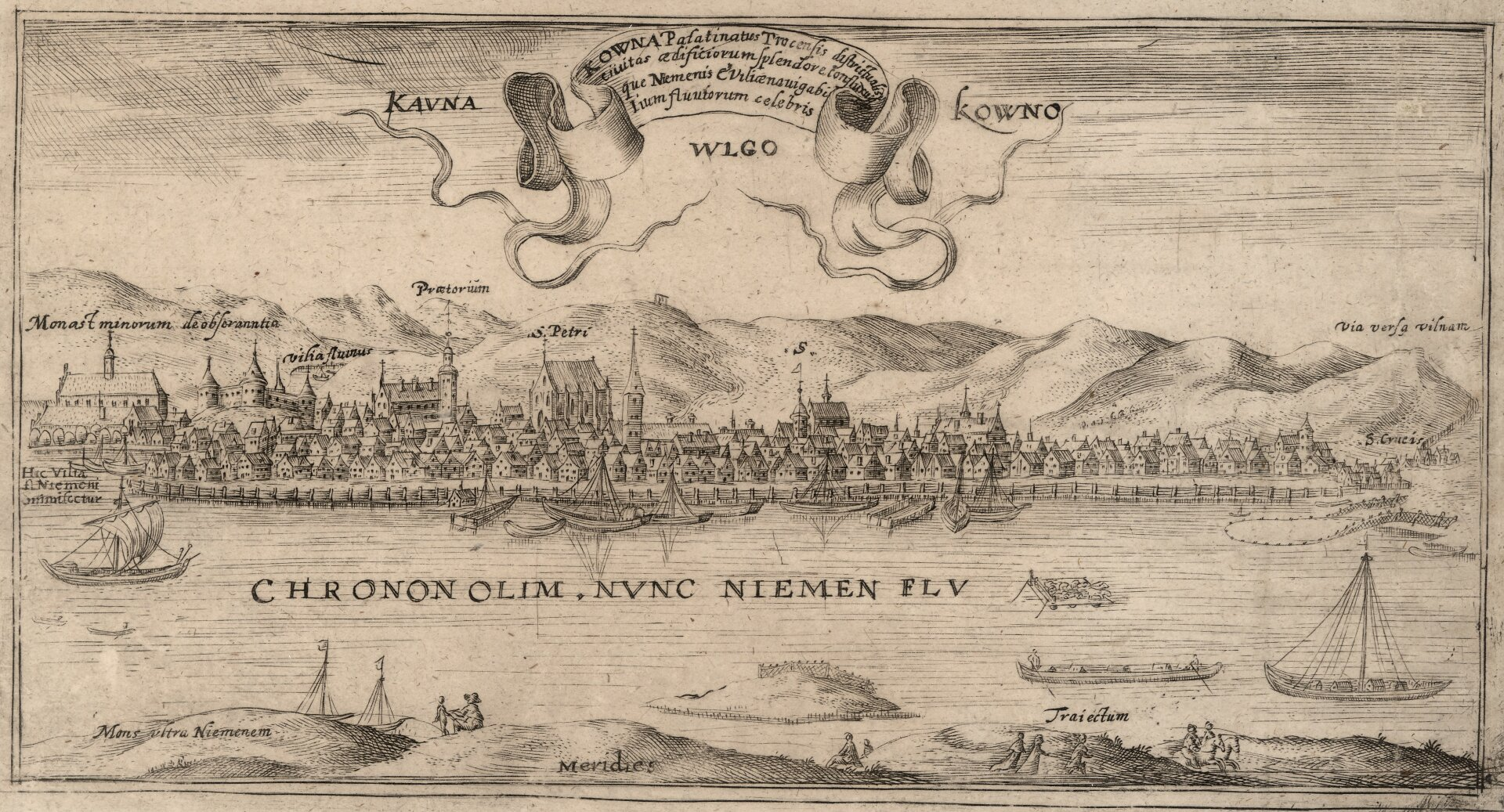
克列茨克
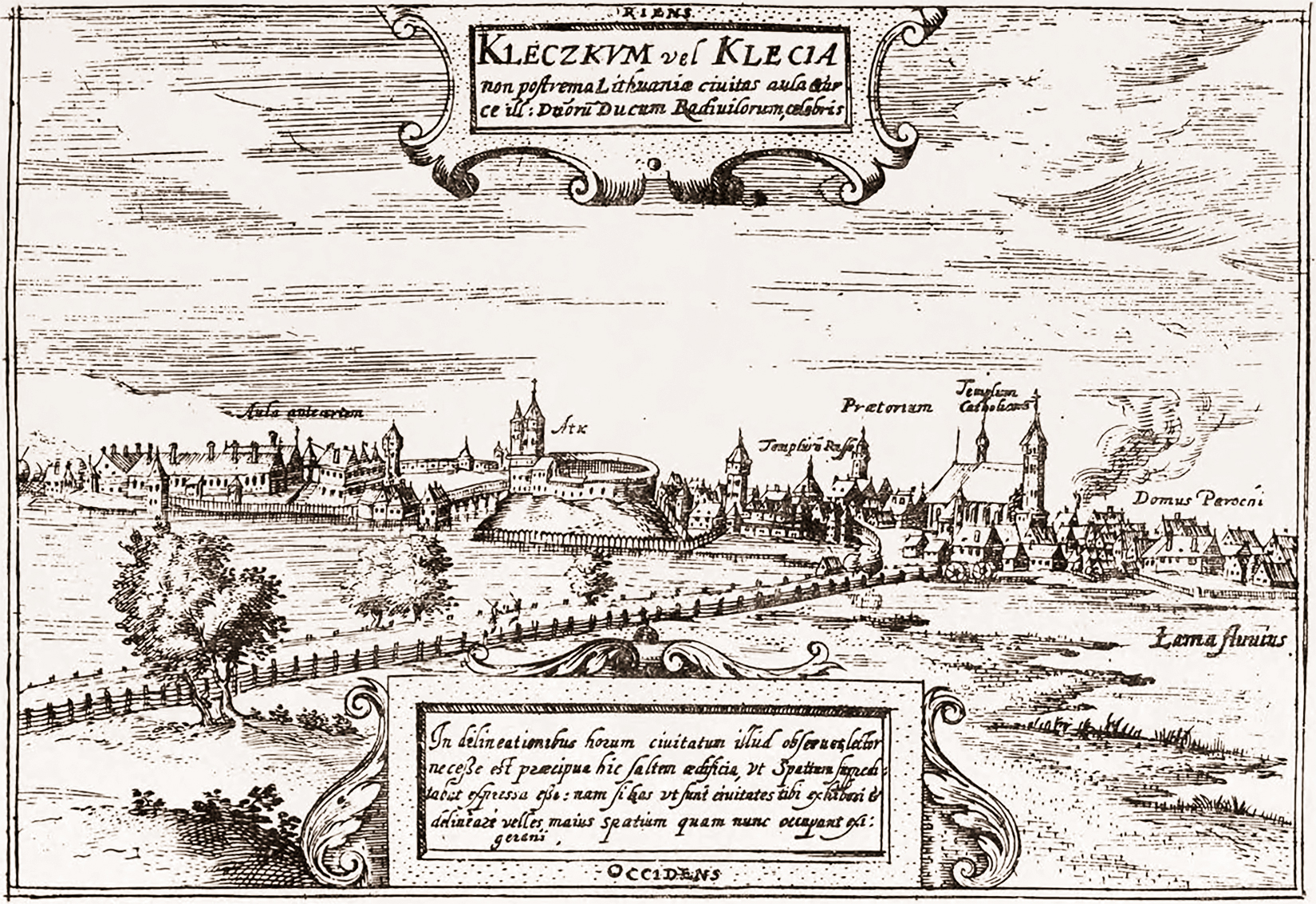
克列茨克全景畫
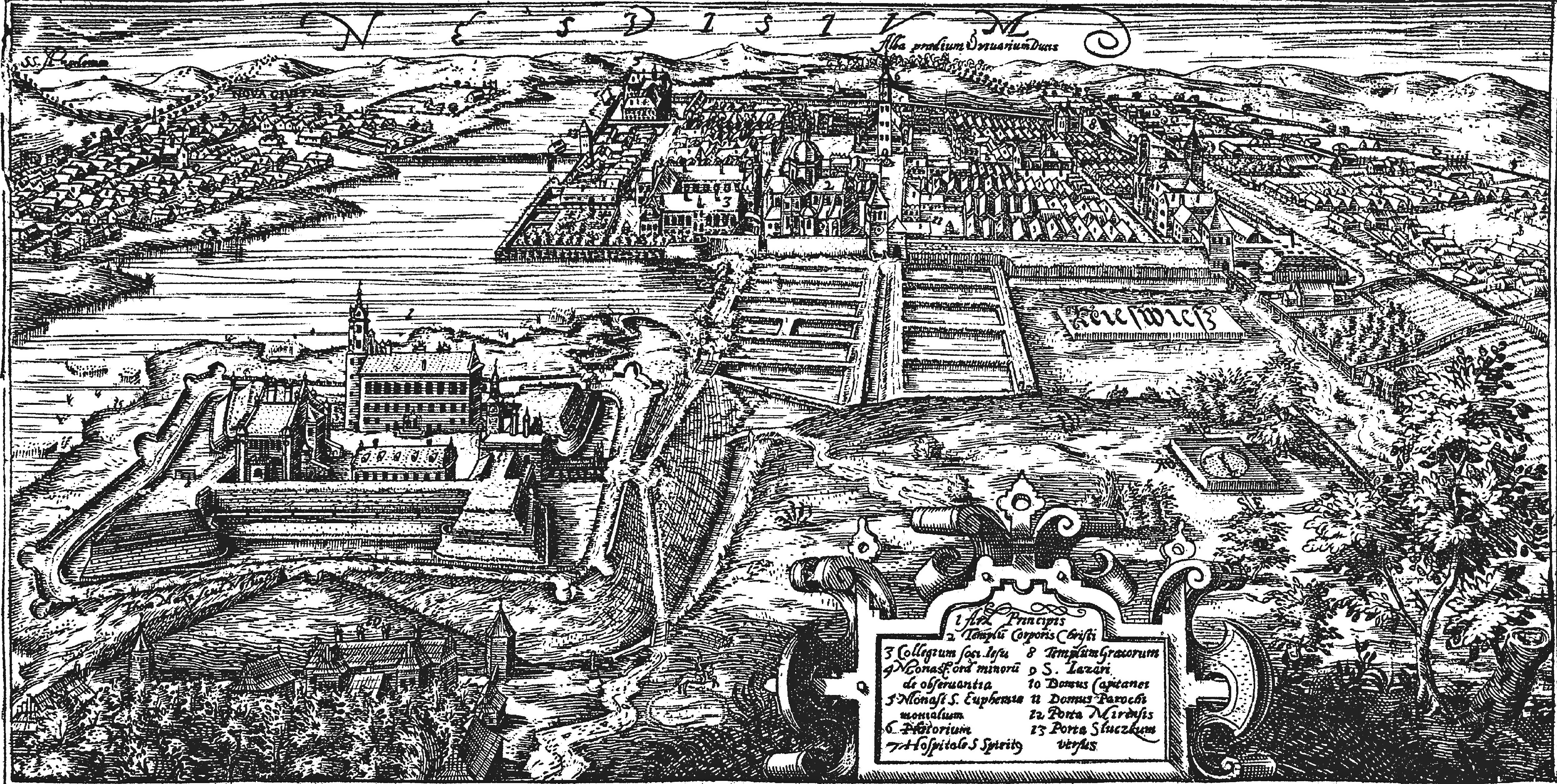
涅斯维日城堡
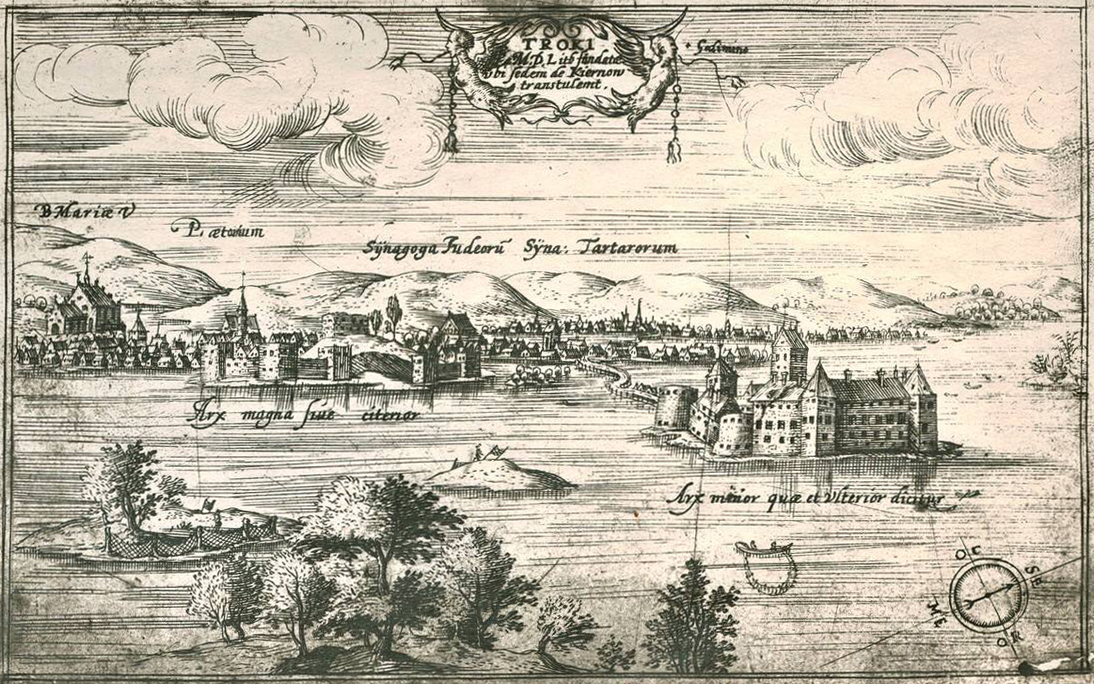
特拉凯
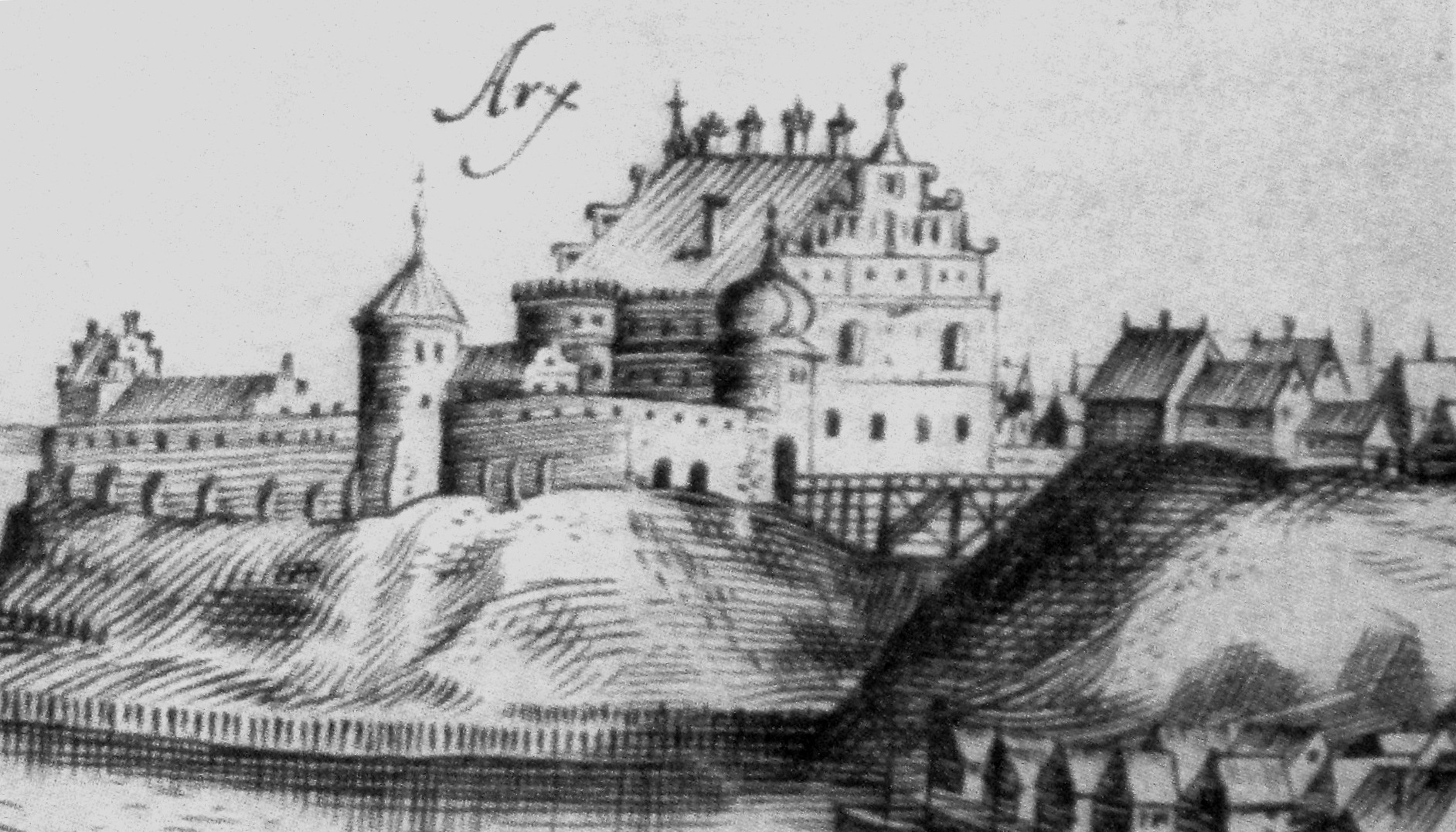
格罗德诺城堡
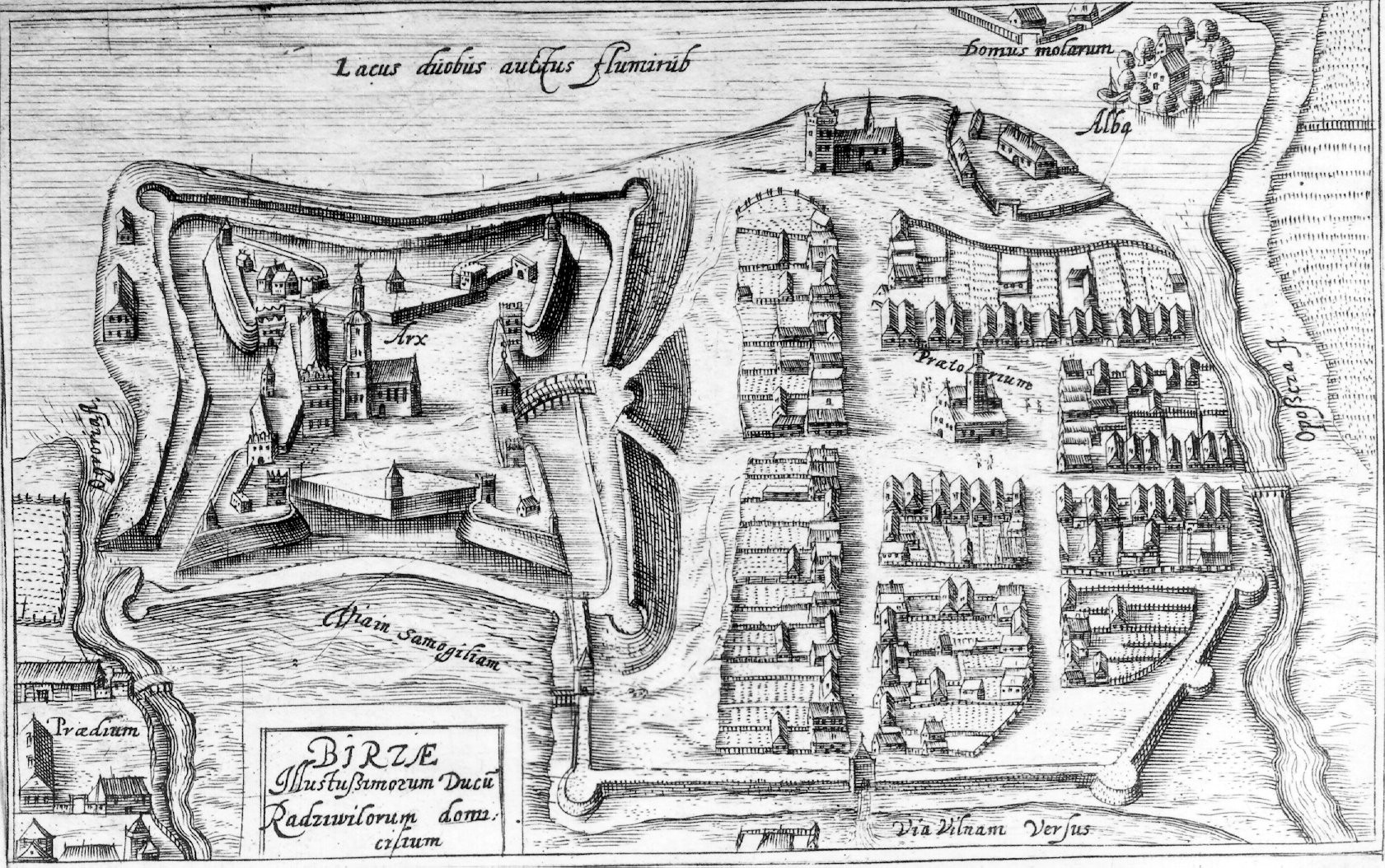
比爾扎伊
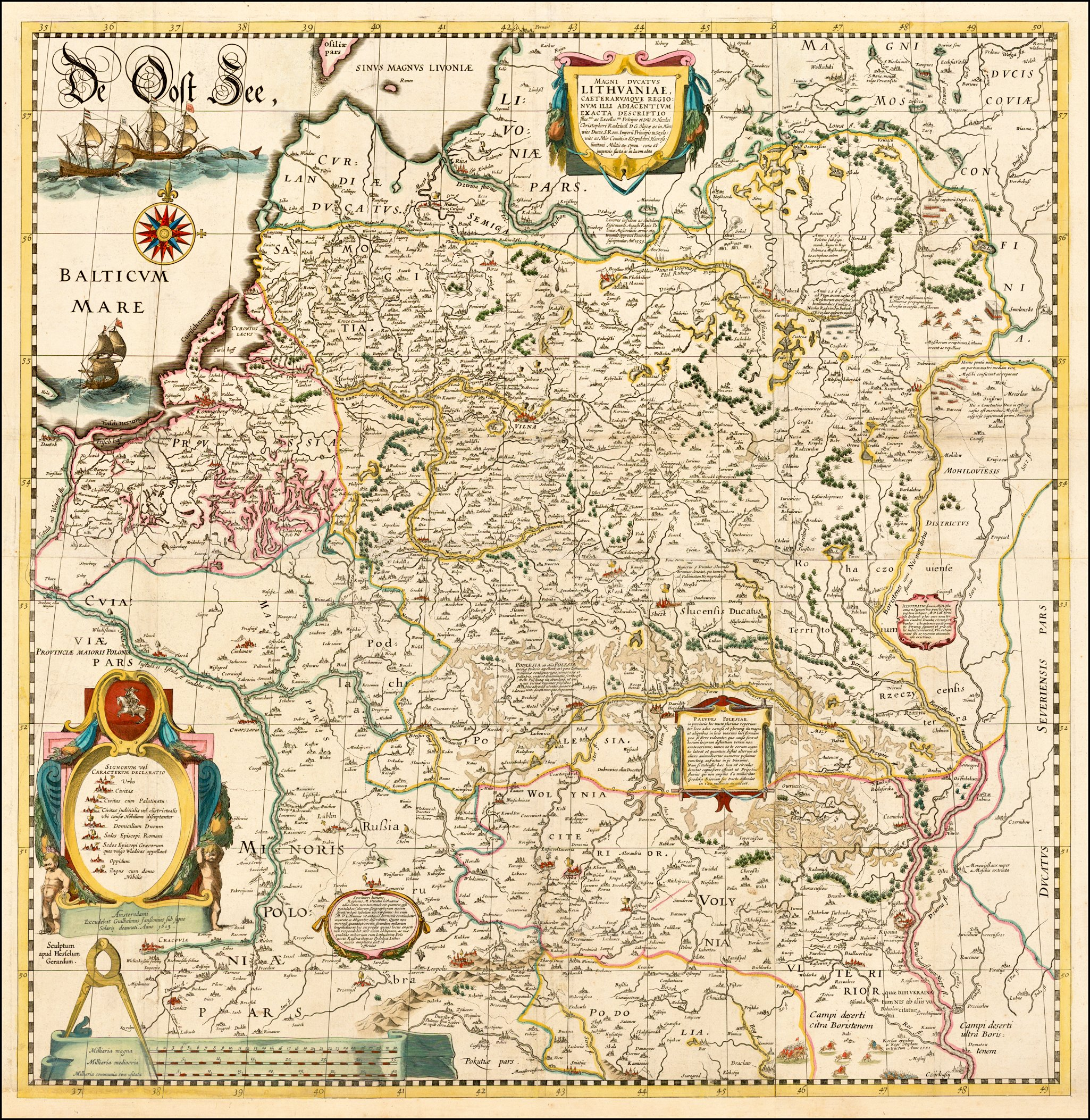
1613年立陶宛大公國的拉齊維烏地圖（1635年出版）
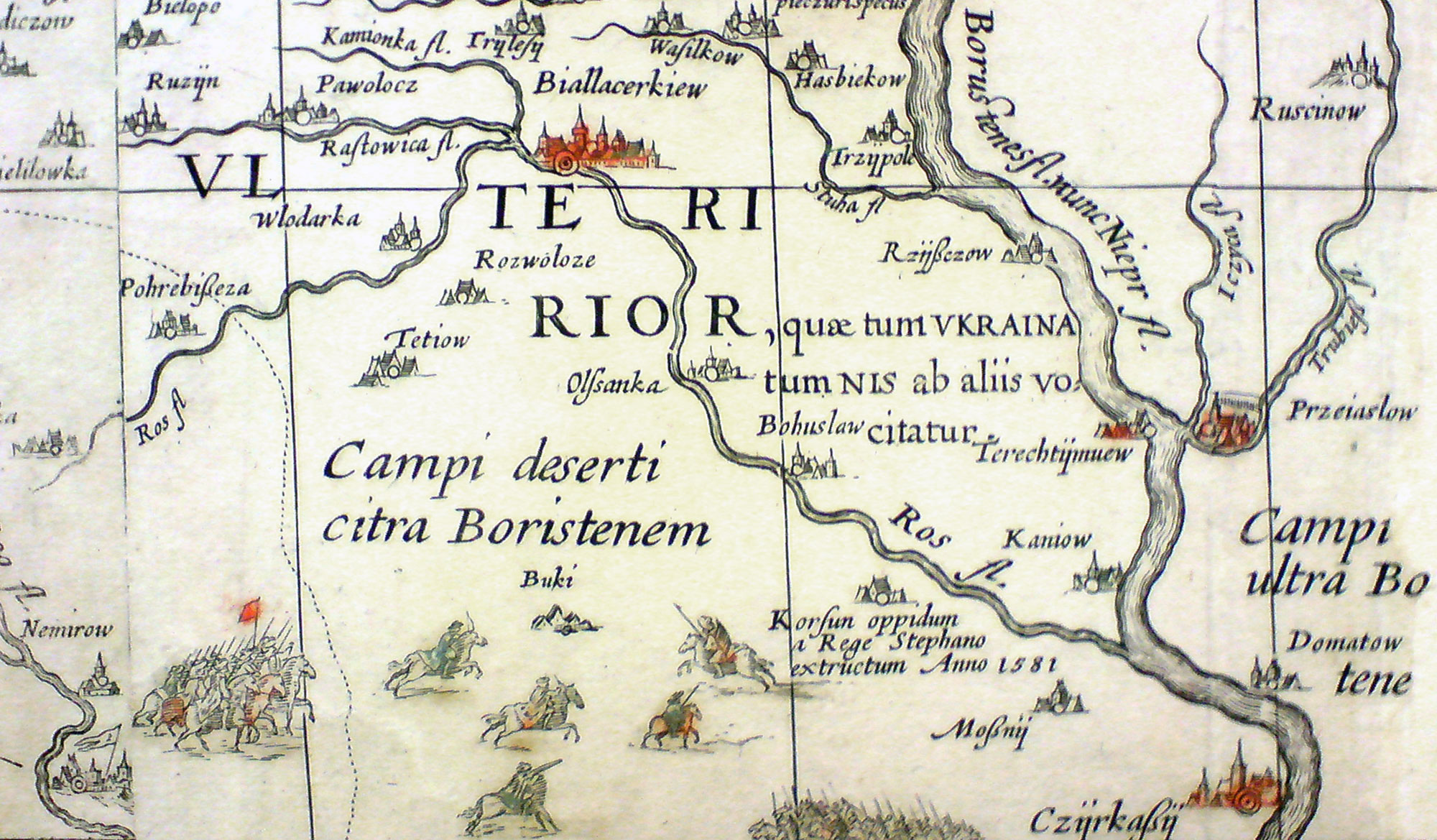
拉齊維烏地圖內顯示出時烏克蘭羅西河的片段

## 備註
1. ↑  Podpisywał swoje prace: Thomas Makowski Polonus sculpsit lub T.M.Pol.Geograph.
2. ↑  Jan Jakubowski Tomasz Makowski sztycharz i kartograf nieświeski, Wydawnictwo Instytutu dla Badania Ziem Wschodnich Rzeczypospolitej Polskiej nr 1, Warszawa 1923